# Rašov
Rašov (deutsch Raschau) ist eine Gemeinde in Tschechien. Sie liegt acht Kilometer nördlich von Tišnov und gehört zum Okres Brno-venkov.

## Geographie
Rašov befindet sich in der Sýkořská pahorkatina, einer Untereinheit der Nedvědická vrchovina in der Böhmisch-Mährischen Höhe. Das Dorf liegt im Osten des Naturparks Svratecká hornatina in der Quellmulde des Baches Chrastová. Einige Anwesen am Hügel Příhon am nordöstlichen Ortsrand gehören zum Gebiet des Naturparks Lysicko. Nordöstlich erheben sich der Příhon (562 m) und die Kraví hlava (566 m), südlich die Velká hora (558 m) und im Südwesten die Crhová (541 m).
Nachbarorte sind Strhaře, Kozárov und Kunčina Ves im Norden, Lačnov und Dlouhá Lhota im Nordosten, Zhoř im Osten, Bukovice und Rohozec im Südosten, Jamné und Šerkovice im Süden, Řepka, Brusná und Lomnice im Südwesten, Chrastová im Westen sowie Ochoz u Tišnova und Synalov im Nordwesten.
Für die Gemeinde Rašov sind keine Ortsteile ausgewiesen.

## Geschichte
Nördlich von Lomnice befand sich ein Dorf, das heute als Starý Rašov bezeichnet wird. Nach Bodenfunden wird seine Entstehung ins 12. Jahrhundert datiert. Es erlosch im 15. Jahrhundert. Im Mittelalter erfolgte in der Umgebung Bergbau auf Silber- und Eisenerz, heute erinnern daran noch die Flurnamen Ve stříbrných dolech und Smržův důl. Verarbeitet wurde das Erz in den Schmelzöfen von Žleby, dorthin wurde auch Holzkohle geliefert, die am Platz V milířích hergestellt wurde. Als Tas von Lomnice im Jahre 1290 durch Heirat auch die Herrschaft Deblín erworben hatte, gehörte zu seinem Besitz auch das südwestlich von Rašov gelegene, heute erloschene Dorf Radoškov. Dort ließen die Herren von Lomnice ein Bergwerk anlegen. Möglicherweise ging die Besiedlung von Rašov durch die Bergleute aus.
Die erste schriftliche Erwähnung des Ortes erfolgte um 1344. Im Jahre 1368 wurde das Dorf als Russova bezeichnet. Wahrscheinlich bestand die Kirche auch bereits im 14. Jahrhundert. Zu Ende des 14. Jahrhunderts bildete Russova eine selbständige Besitzung, als deren Grundherr Benesch von Russova in der Brünner Landtafel eingeschrieben wurde. 1412 besaß Jan von Lomnice einen Anteil von Rašov. Später wurde Rašov ganz an die Herrschaft Lomnice angeschlossen, Markvart von Lomnice verwendete 1459 auch das Prädikat von Rašov. Der älteste Nachweis über eine Kirche und Pfarre in Rašov stammt aus dem Jahre 1492, als die Pfarrkirche eine neue Glocke erhielt. 1510 verklagte der oberste Landesrichter Mährens Znata von Lomnice, Heinrich von Leipa, weil dessen Untertanen in Čučice sich des Besitzes des Rašover Pfarrers Matěj bemächtigt hatten und er in Čebín einen eigenen Pfarrer eingesetzt hatte. Matěj war der letzte Pfarrer von Rašov, die Kirche wurde danach als Kommendatarkirche der Pfarre in Lomnice zugeschlagen. Der Bergbau wurde zwischen dem 15. und 16. Jahrhundert eingestellt. 1793 hatte das Dorf 197 Einwohner. Die erste Dorfschule wurde lt. der Lomnitzer Pfarrchronik 1797 eingerichtet, die Schulchronik gibt dafür das Jahr 1819 an. 1839 lebten in den 56 Häusern von Rašov 357 Menschen. Im selben Jahre verursachte ein Wolkenbruch vor der Erntezeit ein Hochwasser, bei dem beträchtlicher Schaden entstand. Bis zur Mitte des 19. Jahrhunderts blieb Rašov der Herrschaft Lomnitz untertänig, die in Rašov einen Vorwerkshof unterhielt. Zu Zeiten des letzten Grundherrn František Benatr entstand die Bezirksstraße von Lomnice nach Černá Hora.
Nach der Aufhebung der Patrimonialherrschaften bildete Rašov mit dem Ortsteil Zhoř ab 1850 die Gemeinde Rašov-Zhoř im Brünner Bezirk und Gerichtsbezirk Tischnowitz. Während des Deutschen Krieges schleppten preußische Truppen 1866 die Cholera ein, an der 21 Bewohner des Dorfes verstarben. 1880 hatte die Gemeinde 595 Einwohner, davon lebten 478 in Rašov und 117 in Zhoř. Zum 31. Dezember 1890 wurden in Rašov 431 und in Zhoř 109 Einwohner gezählt. Zwischen 1893 und 1894 erfolgte der Bau eines neuen Schulhauses für einen zweiklassigen Schulbetrieb. Am 24. Mai 1896 zerstörte ein Großfeuer vier Anwesen in Rašov. Die Freiwillige Feuerwehr Rašov hatte sich bereits 194 gegründet, funktionsfähig wurde sie jedoch erst zwei Jahre später. Seit dem 1. November 1896 gehörte Rašov zur neu gebildeten Bezirkshauptmannschaft Tischnowitz. Im Jahre 1900 bestand Rašov aus 67 Häusern, in denen 434 Menschen lebten. Zhoř hatte 110 Einwohner und bestand aus 19 Häusern. Beim Zensus von 1911 wurden in Rašov 407 und in Zhoř 113 Einwohner gezählt. Im selben Jahre brannten in Rašov vier Bauernwirtschaften ab. Im Januar 1916 wurden die Kinder der Italiener, die in Rašov und Zhoř lebten, eingeschult und eine Italienischlehrerin angestellt. Ein tatsächlicher Unterricht fand jedoch nicht statt, da die Kinder disziplinlos waren. Nach der Abberufung der Lehrerin durch den Werksbesitzer erfolgte im Mai 1917 die Einstellung des Unterrichts in der italienischen Schule. Im Jahre 1920 bildete Zhoř eine eigene Gemeinde. 1921 lebten in Rašov 387 Menschen. 1924 erfolgte die Regulierung des Baches Chrastová. Im selben Jahre wurde im Zuge der Bodenreform eine teilweise Parzellierung des dem Großgrundbesitzer Otto Graf Serényi gehörigen Hofes durchgeführt. Nach der Auflösung des Okres Tišnov kam Rašov mit Beginn des Jahres 1961 zum Okres Blansko. Im Jahre 1970 begannen die Arbeiten zur Anlegung des neuen Friedhofes. 1972 erfolgte auf den Fluren Niva und Vinohrady die Anpflanzung von 800 jungen Kirsch- und Zwetschgenbäumen. Der Staatsbetrieb Uranový průzkum begann im August 1980 in der Flur Bučí mit dem Erkundungsbetrieb einer 1956 entdeckten obertägigen Uranerzlagerstätte in der 500 t Erz vermutet wurden. Zum Ende 1984 lebten in Rašov 478 Menschen. Am 28. Oktober 1985 erfolgte die Eingemeindung nach Lomnice. Durch einen Starkregen wurde das Dorf am 22. Juni 1986 von einer Hochwasserflut heimgesucht, dabei starb ein Feuerwehrmann aus Tišnov und die Straße nach Lomnice wurde zerstört. Die Schule in Rašov, in die auch die Kinder aus Zhoř eingeschult waren, stellte 1987 den Unterricht ein. Unterrichtet wurde fortan in Lomnice. 1990 löste sich Rašov wieder von Lomnice los und bildete eine eigene Gemeinde. Im selben Jahre erfolgte die Wiederherstellung der Straßenverbindung nach Lomnice. Bei der Volkszählung von 2001 hatte Rašov 219 Einwohner. Im Jahre 2005 erfolgte die Weihe des neuen Gemeindewappens- und -banners. Seit Beginn des Jahres 2007 gehört die Gemeinde zum Okres Brno-venkov.

## Sehenswürdigkeiten
- Filialkirche des hl. Jakobus, der seit 1492 nachweisliche einschiffige Bau erhielt seine heutige Gestalt beim Umbau vom 1835. Die beiden Glocken stammen aus den Jahren 1492 und 1496. Eine Instandsetzung erfolgte 1903. Im Jahr 1907 erhielt die Kirche eine neue Orgel. Im Jahre 2001 wurde die Kirche saniert.
- mehrere Kreuze aus Marmor, Sandstein bzw. Eisenguss
- Denkmal für die Opfer des Ersten Weltkrieges, errichtet 1921
- Grenzstein aus dem 18. Jahrhundert im Wald, er wurde an der Flurgrenze mit Lomnice aufgestellt
- Rašovská lada, das 3,61 ha große Biotop wärmeliebender Pflanzen entstand auf einem kristallinen Kalklager an einer Südhanglage.
- Kirschgärten von Rašov